# Formation de Shishugou
La formation de Shishugou est une formation géologique qui affleure dans l'ouest de la Chine, dans la région autonome du Xinjiang.
Cette formation du bassin de Junggar est datée du Jurassique moyen à supérieur, du Callovien et de l'Oxfordien, soit il y a environ entre 165,3 et 154,8 millions d'années.
Elle est célèbre pour les fossiles qu'elle renferme et, en particulier, ses restes de dinosaures. La diversité de sa paléofaune de théropodes est remarquable.

## Lithostratigraphie
La formation de Shishugou s'est déposée dans un environnement de plaine alluviale et de marécages avec une sédimentation de calcaires fins (mudstones), entrecoupée de nombreux dépôts de chenaux gréseux. Son épaisseur globale est de 380 mètres dans la région de Wucaiwan. 
La « formation de Wucaiwan », précédemment distinguée de la formation de Shishugou, est aujourd'hui intégrée à la base de cette dernière et considérée comme une subdivision de celle-ci, sous le nom de « membre de Wucaiwan ».
La formation de Shishugou surmonte la formation de Xishanyao d'âge jurassique moyen, et est surmontée par le groupe de Tugulu daté du Crétacé inférieur.

## Paléofaune

### Ornithischiens
| Genre              | Espèces                          | Position stratigraphique | Fréquence | Notes | Images |
| ------------------ | -------------------------------- | ------------------------ | --------- | --- | ------ |
| « Eugongbusaurus » | « Eugongbusaurus wucaiwanensis » |                          |           | Un ornithopode basal, précédemment nommé Gongbusaurus wucaiwanensis. Sa longueur est estimée entre 1,30 et 1,50 mètre. |        |
| Jiangjunosaurus    | Jiangjunosaurus junggarensis     |                          |           | Un stégosaure d'environ 6 mètres de long pour une masse de 2,5 tonnes. Il montre trois traits caractéristiques : ses couronnes dentaires sont symétriques et, en vue latérale, plus larges que hautes ; sa seconde vertèbre du cou, a un profil rectangulaire en vue latérale, et non triangulaire ; les vertèbres de sa nuque montrent sur leurs côtés des foramens où passaient de grandes veines. |        |
| Yinlong            | Yinlong downsi                   |                          |           | Un cératopsien très basal, le plus primitif connu. Ce dinosaure herbivore bipède était de petite taille avec une longueur totale estimée à seulement 1,20 mètre et un poids d'environ 15 kg. |        |

### Ptérosaures
| Genre        | Espèces                    | Position stratigraphique | Fréquence | Notes                                                                                     | Images |
| ------------ | -------------------------- | ------------------------ | --------- | ----------------------------------------------------------------------------------------- | ------ |
| Kryptodrakon | Kryptodrakon progenitor    |                          |           | Un ptérodactyle basal avec une envergure estimée à 1,47 mètre.                            |        |
| Sericipterus | Sericipterus wucaiwanensis |                          |           | Un rhamphorhynchiné (Rhamphorhynchidae) avec une envergure estimée à au moins 1,73 mètre. |        |

### Sauropodes
| Sauropodes de la formation de Shishugou | Sauropodes de la formation de Shishugou | Sauropodes de la formation de Shishugou | Sauropodes de la formation de Shishugou | Sauropodes de la formation de Shishugou | Sauropodes de la formation de Shishugou | Sauropodes de la formation de Shishugou |
| Genre                                   | Espèces                                 | Position stratigraphique                | Fréquence                               | Notes | Images                                  |                                         |
| --------------------------------------- | --------------------------------------- | --------------------------------------- | --------------------------------------- | --- | --------------------------------------- | --------------------------------------- |
| Bellusaurus                             | Bellusaurus sui                         | Membre de Wucaiwan                      |                                         | Un camarasauridé à cou court de 4,80 mètres de long. |                                         |                                         |
| Klamelisaurus                           | Klamelisaurus gobiensis                 | Membre de Wucaiwan                      |                                         | Un eusauropode mesurant 15 mètres pour une masse de 5 tonnes. Il ressemble à Bellusaurus, dont il pourrait être un spécimen adulte et ainsi un synonyme junior.                                          |                                         |                                         |
| Mamenchisaurus                          | Mamenchisaurus sinocanadorum            |                                         | Squelette et crâne partiel              | Un mamenchisauridé avec un cou particulièrement long qui représente la moitié de la longueur de l'animal. C'est l'un des plus grands dinosaures connus, de 35 mètres de long, dont 18 mètrespour le cou. |                                         |                                         |
| Tienshanosaurus                         | Tienshanosaurus chitaiensis             |                                         | Squelette post-crânien partiel          | Un mamenchisauridé connu à partir de restes fossiles très partiels. |                                         |                                         |

### Théropodes
| Genre           | Espèces                   | Position stratigraphique | Fréquence | Notes | Images |
| --------------- | ------------------------- | ------------------------ | --------- | --- | ------ |
| Aorun           | A. zhaoi                  | Membre de Wucaiwan       |           | Un coelurosaurien basal qui pouvait atteindre 1 mètre de long pour une masse de 2 kg au plus. |        |
| Guanlong        | Guanlong wucaii           |                          |           | Un proceratosauridé, un des tout premiers tyrannosaures, d'environ 3 mètres de long. Il possède une crête distinctive sur sa tête, caractéristique de nombreux tyrannosaures primitifs. |        |
| Haplocheirus    | Haplocheirus sollers      |                          |           | Un alvarezsauroïde basal, le plus primitif et le plus ancien connu. C'est aussi le plus grand membre de cette super-famille avec une longueur d'environ 2 mètres. Il possède comme les autres alvarezsauroïdes un pouce transformé en une longue griffe élargie, mais conserve ses deux autres doigts avec des griffes, qui restent fonctionnels à la différence de ceux des autres genres plus évolués de sa super-famille. |        |
| Limusaurus      | Limusaurus inextricabilis |                          |           | Un herbivore primitif, sans dents, de la sous-famille des élaphrosaurinés (Noasauridae), le premier cératosaure découvert en extrême-orient et l'un des plus anciens. Limusaurus a un corps élancé de petite taille, mesurant environ 1,70 mètre de long. |        |
| Monolophosaurus | Monolophosaurus jiangi    | Membre de Wucaiwan       |           | Un tétanoure nommé d'après sa crête au sommet de son crâne. Sa longueur est évaluée à 5,50 mètres pour une masse estimée à 475 kg. |        |
| Sinraptor       | Sinraptor dongi           |                          |           | Un théropode métriacanthosauridé de près de 3 mètres de haut et environ 7,60 mètres de long. |        |
| Zuolong         | Zuolong salleei           |                          |           | Un coelusaurien basal d'environ 3 mètres de long, pour une masse de l'ordre de 80 kg. Le spécimen connu est probablement un juvénile. |        |

## voir aussi
- Liste de sites fossilifères